# Dithecodes phaenomeris
Dithecodes phaenomeris är en fjärilsart som beskrevs av Louis Beethoven Prout 1918. Dithecodes phaenomeris ingår i släktet Dithecodes och familjen mätare. Inga underarter finns listade i Catalogue of Life.